# Duékoué
Duékoué är en ort i Elfenbenskusten. Den ligger i distriktet Montagnes i den sydvästra delen av landet, 230 km väster om huvudstaden Yamoussoukro. Folkmängden uppgår till cirka 90 000 invånare.